# 나지 마셜

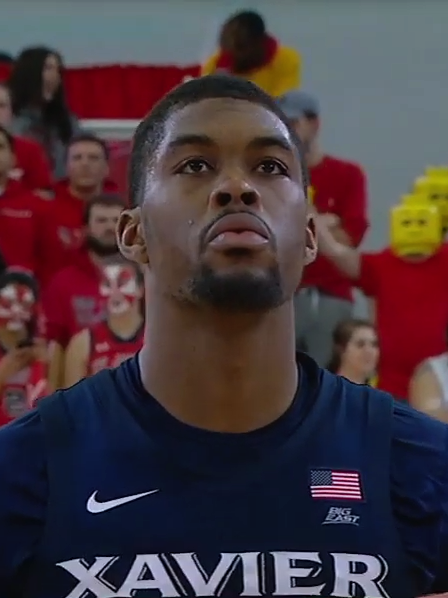
2019년 모습

나지 마셜(Naji Marshall, 본명: 나지 모리스 마셜, Naji Maurice Marshall, 1998년 1월 24일 ~ )은 전미 농구 협회(NBA) 댈러스 매버릭스의 프로 농구 선수이다. 자비에르 머스키티어스(Xavier Musketeers)에서 대학 농구를 했다.

## 어린 시절과 고등학교 경력
마셜은 뉴저지주 애틀랜틱시티에서 태어났으나 9세에 메릴랜드로 이주했다. 프로 복서 출신으로 현재 초등학교 농구 코치로 재직 중인 모리스 마셜과 농구 학교에서 일하는 레이나 위티드의 아들이다. 워싱턴 D.C.에 있는 프로비던스 병원. 그의 이름은 아랍어로 '강한 전사'를 뜻하며 아버지의 별명이었다. 마셜은 5명의 형제와 1명의 자매가 있으며 축구와 농구를 하며 자랐다. 중학교 때 그는 애틀랙틱 시티의 트리플-B 여름 청소년 리그에서 뛰었다.